# Hart (Memmingen)
Hart ist ein Ortsteil von Memmingen im bayerischen Regierungsbezirk Schwaben. Das Straßendorf war früher von einem Kupferhammer und landwirtschaftlichen Betrieben geprägt. Durch Neubaugebiete an einzelnen Straßenzügen entwickelte es sich zu einer Wohnsiedlung. Am Dorfleben sind viele Vereine beteiligt. Die gemeinsame Einwohnerzahl der beiden Ortsteile Hardt und Buxach beträgt 648 Einwohner (Stand: 31. Dezember 2019).

## Geographie

### Geographische Lage
Das ehemalige Straßendorf Hart liegt ca. drei Kilometer südwestlich der Stadtmitte Memmingens. In nördlicher Richtung wird es von dem Ortsteil Buxach, im Osten von der Kernstadt Memmingen, im Süden von Dickenreishausen und im Westen von Westerhart begrenzt. Durch Hart fließt die Buxach. Natürlich begrenzt ist es vom Buxachtal, das sich in einem etwa 200 Meter breiten Abschnitt in das Memminger Trockental schneidet sowie vom ehemaligen Stadtweiher im Süden. Nach Osten öffnet sich das Buxachtal bis zu etwa einem Kilometer Breite. Die Flur gehört kulturhistorisch zu Oberschwaben.

### Geologie
Der Boden des Buxachtals ist meist lehmig und humusarm mit hohem Grundwasserspiegel. Die Landwirtschaft beschränkt sich ausschließlich auf Wiesen zur Viehfütterung. Lediglich auf dem humusreichen Memminger Trockentalboden am südlichen Ortsrand wird Getreide angebaut.

### Klima

Das Klima in Memmingen

Die klimatischen Verhältnisse in Hart entsprechen denen Memmingens. Hart liegt somit bei der Jahresdurchschnittstemperatur und der Niederschlagsmenge im Durchschnitt der gemäßigten Zone. Der Niederschlag ist meist etwas höher und die Tiefsttemperaturen sind etwas niedriger. Im Frühjahr und Herbst ist durch die nahe Iller und die durch die Ortschaft fließende Buxach dichter Nebel auf den Fluren und innerhalb der Ortschaft recht häufig. Der kälteste Monat ist der Januar mit durchschnittlichen Tagestiefst- und Tageshöchsttemperaturen von −5 und +2 °C. Die wärmsten Monate sind Juli und August mit durchschnittlichen Tiefst- und Höchsttemperaturen von 12 und 24 °C.

## Ortsname
Der Name Hart kommt vermutlich vom bewaldeten Hang, an dem die Siedlung entstand. Er kann aber auch von einem kleinen Wald herrühren, der in alten Stichen bei Hart zu sehen ist, auch gibt es noch den Stadtwald an der südlichen Grenze in Richtung Dickenreishausen. Die Heimatpflege sieht die Theorie mit dem Hang als die wahrscheinlichere an.

## Geschichte

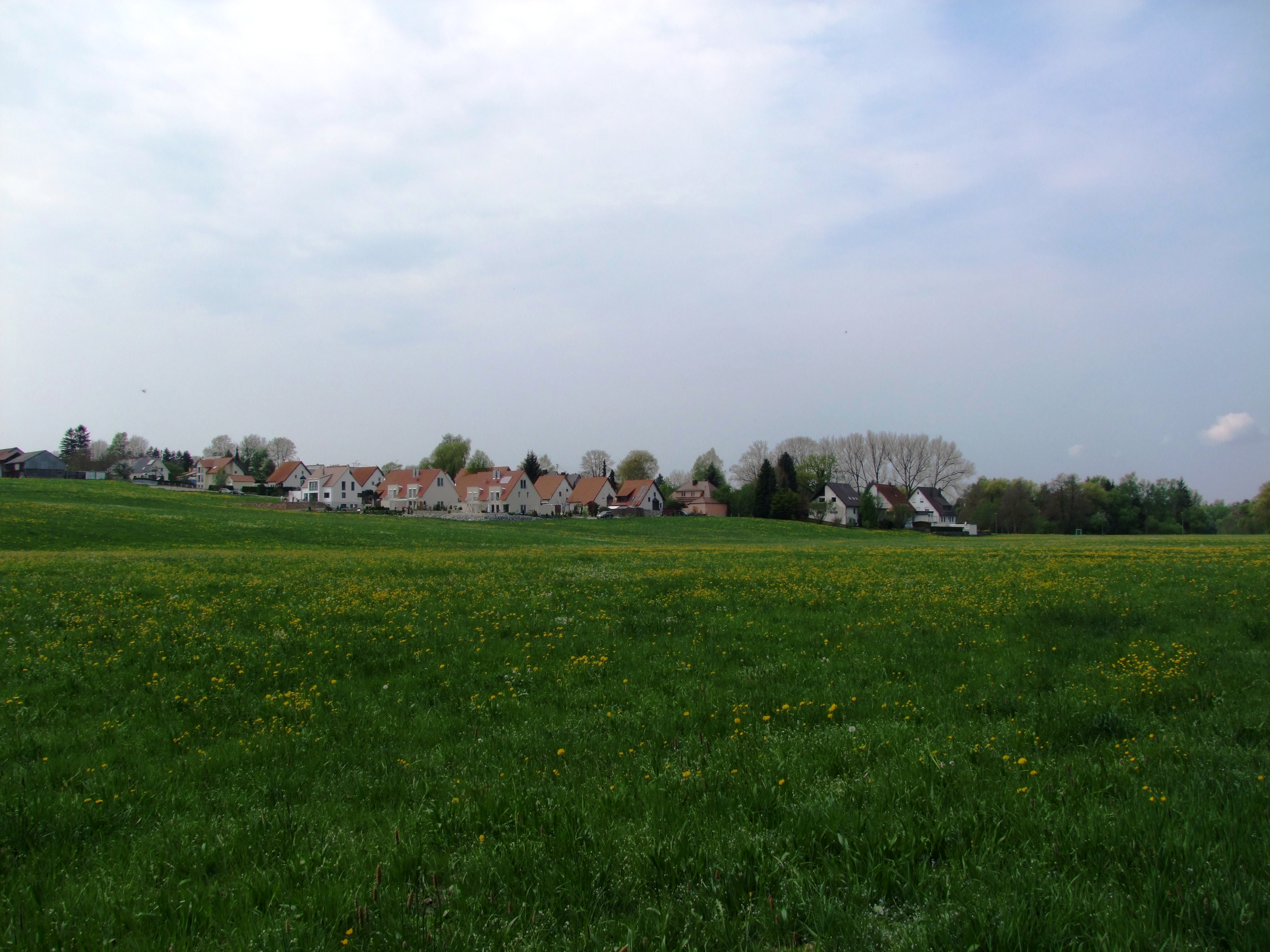
Hart von Osten

Die Geschichte des Weilers Hart ist eng mit der Gemeinde Buxach verknüpft. In den meisten Urkunden ist von beiden Dörfern die Rede, auch wurden diese meist gemeinsam veräußert. Zuletzt gehörte Hart der Unterhospitalstiftung und damit der Stadt Memmingen. Auch kirchlich gehörte Hart zu Memmingen. Erst 1638, als Buxach zur Pfarrei erhoben wurde, wurde der Weiler in diese eingegliedert. Die Schüler des Weilers mussten die Schule in Buxach besuchen. Die ersten Bilder wurden 1720 als Kupferstiche angefertigt. Im Mai 1800 überschritt das französische Heer die Iller bei Ferthofen und besiegte in einer Schlacht bei Hart die kaiserlichen Truppen.
Seit dem 1. Oktober 1818 bildeten die beiden Orte auch politisch eine Einheit. Der erste gemeinsame Bürgermeister kam aus Hart und hieß Johann Jakob Schieß. Der Weiler wurde am 1. Juli 1972 zusammen mit Buxach bei der Gemeindegebietsreform in die Stadt Memmingen umgegliedert.
In den 1970er-Jahren wurden an einzelnen Straßenzügen, unter anderem am Haldenweg, am Alten Postweg und Am Hohlweg/Auf den Wiesen einige Neubaugebiete ausgewiesen. Danach herrschte bis in die 1990er-Jahre ein Baustopp. Erst in den späten 1990er-Jahren wurden wieder einzelne Grundstücke zur Wohnbebauung freigegeben, darunter auch das Neubaugebiet Beim Amann, eine neue Straße als Sackgasse am südlichen Dorfrand. Die letzten Bautätigkeiten fanden dort im Jahr 2008 mit zwei Doppelhaushälften statt.

## Religion
Hart war aufgrund der Zugehörigkeit zur Unterhospitalstiftung und damit zur Stadt Memmingen seit der Reformation evangelisch. Erst als in den 1970er-Jahren neue Wohnhäuser gebaut wurden, änderte sich dies. Heute ist die Bevölkerung Harts etwa zu je 50 % römisch-katholisch und evangelisch. Da Hart über kein eigenes Kirchengebäude verfügt, gehört die evangelische Bevölkerung zur Dreieinigkeitskirche in Buxach, die katholische zur Pfarrkirche St. Josef in Memmingen.

## Einwohner von Buxach und Hart
| 16. Jahrhundert | 50*  |
| 1600–1650       | 10*  |
| 1650–1700       | 50*  |
| 18. Jahrhundert | 100* |
| 19. Jahrhundert | 100* |
| 1935            | 100* |
| 1946            | 150* |
| 12/1953         | 150* |
| 12/1964         | 250* |
| 12/2006         | 671  |
| 12/2007         | 669  |

* Schätzung

## Historische Gebäude, Naturdenkmäler und Landschaftsschutzgebiete
Als einziges historisches Gebäude hat der Zehntstadel die Zeiten überlebt. Einige wenige Bauernhöfe sind über 100 Jahre alt.
Es existieren zwei Naturdenkmäler. Eine etwa 250 Jahre alte Eiche steht auf einem Privatgrundstück an der Ecke Alter Postweg/Auf den Wiesen. Eine weitere Eiche ähnlichen Alters steht an der Kreuzung Hitzenhofer Weg/Hart.
Als Landschaftsschutzgebiet wurden Teile des Buxachtals direkt an der Buxach ausgewiesen, darunter viele Feuchtwiesen als Siedlungsraum für seltene Tier- und Pflanzenarten. Sie dürfen höchstens zweimal im Jahr gemäht werden. Die Buxach selbst steht nicht unter Naturschutz und gilt als fischarm. Sie ist im Raum Hart begradigt ohne die typischen Entwässerungsseitenarme, die in Buxach noch existieren.